# Потсдамська конференція
По́тсдамська (Берлінська) конфере́нція — конференція керівників трьох союзних держав-переможниць у Другій світовій війні — США і Великої Британії, СРСР яка відбувалася від 17 липня до 2 серпня 1945 року в німецькому місті Потсдам, у палаці Цецилієнгоф.

## Хід конференції
У роботі конференції брали участь Президент США Гаррі Трумен, прем'єр-міністри Великої Британії Вінстон Черчилль та Клемент Еттлі (став прем'єром 26 липня 1945), Голова Ради народних комісарів СРСР Йосип Сталін,. На ній були прийняті рішення про денацифікацію, демілітаризацію, демократизацію Німеччини та її поділ на чотири зони окупації, знищення німецьких монополій, репарації, про західний кордон Польщі, про вступ СРСР у війну проти Японської імперії та розглянуті інші питання.
Від імені глав урядів Великої Британії, США та Республіки Китай була виголошена Потсдамська декларація, яка вимагала капітуляції Японської імперії. Японський уряд відхилив цю вимогу. 2 серпня конференція завершила свою роботу.

Відео з конференції: Сталін, Трумен і Черчилль

## Основні результати
- Запровадження системи чотиристоронньої окупації Німеччини США, Великою Британією, Францією та  СРСР ;
- узгодження і схвалення загальних принципів окупаційної політики — так звана програма «чотирьох Д»[1][2]:
  - денацифікація — розпуск нацистських партій, гестапо, СС; передача суду всіх злочинців-нацистів;
  - демілітаризація — роззброєння Німеччини;
  - демократизація — демократизація у системі місцевого самоврядування та правосуддя; скасування всіх нацистських законів;
  - декартелізація — реструктуризація економіки Німеччини, обмеження з боку держави концентрації економічного потенціалу у вигляді картелів, синдикатів, трестів і інших видів монополістичних об'єднань;
- створення Міжнародного трибуналу для покарання головних воєнних злочинців;
- підтвердження прав постраждалих народів на одержання репарацій від Німеччини, зокрема, із загальної суми в 20 мільярдів доларів 50% повинен був отримати СРСР (колосальну суму вирішено було компенсувати коштом промислового устаткування, що мали вивезти із Німеччини до СРСР);
- розподіл флоту Третього Рейху між США, Великою Британією та СРСР ;
- передача Польщі частини Східної Пруссії та території «вільного міста Данциг» (Гданськ);
- передача Радянському Союзу міста Кенігсберг (Калінінград) і суміжної з ним території;
- підтвердження умови вступу СРСР у війну з Японською імперією;
- заснування постійного органу — Ради міністрів закордонних справ п'яти держав ( США, Великої Британії, Франції, Республіки Китай та СРСР,) для узгодження питань, які мають спільний інтерес: РМЗС у першу чергу мала підготувати проекти мирних договорів з Королівством Італія, Болгарським царством, Румунським королівством, Угорським королівством і Фінляндією;
- опублікування Декларації урядів США, Великої Британії та Республіки Китай — вимога про беззастережну капітуляцію Японської імперії.

На конференції також вирішили залишити Німеччину як єдину державу. В майбутньому — запланували провести в країні загальні вибори і підписати з Німеччиною мирний договір. До цього часу — функції влади здійснюватиме окупаційна адміністрація. Відповідно, на чотири сектори поділили і Берлін. 
Домовилися і про взаємну репатріацію військовополонених, які опинилися в різних зонах.

## Значення
Конференція мала дуже важливе міжнародне значення. Зокрема, врегулювала найскладніші міжнародні проблеми, пов'язані з ліквідацією наслідків війни в Європі; продемонструвала можливість досягнення єдності великих держав антигітлерівської коаліції в мирний час, як і в роки війни; а її рішення — стали програмою післявоєнного устрою Європи. Водночас на ній зовсім не розглядалися проблеми Далекого Сходу.
Це була остання зустріч керівників урядів трьох держав. Конференція також стала останньою зустріччю, на якій було укладено суттєво важливі угоди.